# Экеме, Самюэль
Самюэ́ль Экеме́ Нди́ба (фр. Samuel Ekemé Ndiba, род. 12 июля 1966, Яунде) — камерунский футболист, игравший на позиции защитника. Участник чемпионата мира 1994 года в составе национальной сборной Камеруна.

## Клубная карьера
Начал играть в футбол на родине в клубах «Карммак Баменда» и «Сантос Яунде», а в 1986 году перешёл в один из грандов местного футбола «Канон Яунде», в составе которого провёл следующие пять лет своей игровой карьеры, выиграв чемпионский титул 1991 года и Кубок Камеруна 1993 года.
В течение 1994 года защищал цвета клуба «Расинг» (Бафусам), после чего отправился в США и подписал контракт с клубом «Гаваи Цунами» из USISL. Клуб выиграл чемпионат Северо-Западного дивизиона, а Экеме был признан защитником года Северо-Западного дивизиона.
31 августа 1995 года Экеме подписал двухлетний контракт с шоубольным мексиканским клубом «Монтеррей Ла-Раса», с которым выиграл чемпионат CISL 1995 года.
В феврале 1996 года Экеме был выбран клубом «Канзас-Сити Уиз» под 146-м номером (15-й раунд) на первом драфте Major League Soccer. В сезоне 1996 года сыграл двадцать три игры за «Канзас-Сити».
26 февраля 1997 года Самюэль вернулся в шоубол и подписал контракт с «Канзас-Сити Атак» из NPSL. Он присоединился к команде незадолго до плей-офф и сыграл важную роль в завоевании командой чемпионского титула. Летом 1997 года выступал за «Нашвилл Метрос» в USISL, после чего вернулся в «Канзас-Сити Атак», где играл ещё три года. Он тренировал футбольную команду «Тёрнер Бирз» в течение сезона 2001—2002 годов, а завершил свою игровую карьеру четырьмя играми за «Канзас-Сити Кометс» в сезоне 2003—2004 годов в Major Indoor Soccer League.

## Карьера в сборной
В составе национальной сборной Камеруна был участником чемпионата мира 1994 года в США, но на поле не выходил.
Всего в течение карьеры в национальной команде провел в её форме 32 матча.